# FHOD1
FHOD1‏ (Formin homology 2 domain containing 1) هوَ بروتين يُشَفر بواسطة جين FHOD1 في الإنسان.

## الوظيفة
يُشفِّر هذا الجين بروتينًا ينتمي إلى عائلة بروتينات الفورمين/الشفافة. يُعبَّر عن هذا الجين في كل مكان، ولكنه موجود بكثرة في الطحال. يتشابه البروتين المُشفَّر في تسلسله مع بروتينات الشفافة والفورمين ضمن نطاقي الفورمين المتماثلين (FH)1 وFH2. كما يحتوي على نطاق حلزوني، ونطاق شبيه بالكولاجين، وإشارتي توطين نوويين، والعديد من مواقع فسفرة PKC وPKA المحتملة. وهو بروتين سيتوبلازمي في الغالب، ويُعبَّر عنه في مجموعة متنوعة من سلالات الخلايا البشرية.

## الأهمية السريرية
لقد ثبت أن FHOD1 يتفاعل مع RAC1.